# Constantin Mândreanu
Constantin Mândreanu (* 27. Februar 1924 in Fâlfani, Stolnici, Kreis Argeș) ist ein ehemaliger rumänischer Politiker der Rumänischen Kommunistischen Partei PCR (Partidul Comunist Român) und Diplomat, der unter anderem zwischen 1978 und 1983 Botschafter in der Mongolischen Volksrepublik war.

## Leben
Constantin Mândreanu besuchte sieben Jahre die Schule und war nach einer Berufsausbildung als Schweißer tätig. Im September 1945 wurde er Mitglied der damaligen Kommunistischen Partei Rumäniens PCdR (Partidul Comunist din Romania) und war zwischen Mai und August 1950 Leiter des Personaldienstes der Abteilung für die chemisch-pharmazeutische Industrieproduktion des Gesundheitsministeriums. Nachdem er von September 1950 und Februar 1951 einen sechsmonatigen Lehrgang der Rumänischen Arbeiterpartei PMR (Partidul Muncitoresc Român) besucht hatte, war er zwischen März 1951 und August 1953 Leiter der Presseabteilung und zuletzt Gebietsinstrukteur im Parteikomitee des Bukarester Ortsteils „30 Decembrie“. Im September 1953 begann er ein Studium an der Parteihochschule „Ștefan Gheorghiu“, welches er im Juni 1956 beendete. Anschließend wechselte er in das Parteikomitee der Region Dobrogea und war dort zwischen Juni 1956 und Januar 1959 zunächst Direktor der Parteischule, Chefredakteur der regionalen Zeitung „Dobrogea Nouă“ sowie erster stellvertretender Leiter der Organisationsabteilung. Er war zwischen Januar 1959 und dem 28. Oktober 1965 Sekretär für Propaganda des PMR-Parteikomitees für die Region Dobrogea. Auf dem Neunten Parteitag der PCR (19. bis 24. Juli 1965) wurde er Kandidat des ZK der PCR und behielt diese Funktion bis zum Zehnten Parteitag der PCR (6. bis 12. August 1969). 
Am 28. Oktober 1965 wurde Mândreanu schließlich Erster Sekretär des Parteikomitees der Region Dobrogea und bekleidete diese Funktion bis zum 6. Februar 1968. Ferner wurde er am 29. Mai 1966 Mitglied der Großen Nationalversammlung (Marea Adunare Națională) und vertrat in dieser bis 1969 den zu Bukarest gehörenden Wahlkreis Nr. 10 Tei. Er fungierte zwischen dem 6. Februar 1968 und dem 21. Januar 1969 als Leiter der Gruppe der Gebietsinstrukteure des ZK der PCR und war im Anschluss vom 21. Januar 1969 bis zum 3. Februar 1977 Leiter der ZK-Abteilung für Parteiinformationen, ehe er am 8. Februar 1977 Sekretär des Zentralrates des Zentralen Gewerkschaftsbundes Rumäniens und Vizepräsident des Rates für Kultur und sozialistische Bildung wurde. Er wurde des Weiteren auf dem Elften Parteitag der PCR (24. bis 27. November 1974) Mitglied der Zentralen Parteikontrollkommission der PCR (Colegiul Central de Partid) und gehörte diesem Gremium bis zum Zwölften Parteitag der PCR (19. bis 23. November 1979) an. Als Nachfolger von Traian Gârbă wurde er am 24. Mai 1978 außerordentlicher und bevollmächtigter Botschafter in der Mongolischen Volksrepublik und verblieb auf diesem diplomatischen Posten in Ulaanbaatar bis zum 31. Mai 1983, woraufhin Gheorghe Manta ihn ablöste.